# Ukrinform
Ukrinform (ukr. Украї́нське націона́льне інформаці́йне аге́нтство «Укрінфо́рм») – państwowa agencja prasowa Ukrainy, założona w 1918 r.
Zajmuje się przekazywaniem informacji o życiu politycznym, gospodarczym, społecznym, naukowym, kulturalnym na Ukrainie i za granicą. Ma korespondentów w 10 krajach na świecie, w tym w Polsce. Prowadzi internetową telewizję UATV w 5 językach.
Jej serwis informacyjny jest dostępny w ośmiu wersjach językowych: ukraińskiej, rosyjskiej, angielskiej, polskiej, niemieckiej, hiszpańskiej, francuskiej, chińskiej i japońskiej.
Ukrinform jest członkiem European Alliance of News Agencies i Black Sea Association of National News Agencies.